# Нафуси
Нафу́си (также нефуса, джерби, джабал-нафуси) — один из северноберберских языков, относящихся к афразийской макросемье. Распространён на северо-западе Ливии, а также в прилегающих районах Туниса (гл. образом на острове Джерба). Число носителей составляет около 210 тыс. человек, из них 184 тыс. человек — в Ливии и 26 тыс. человек — в Тунисе. Выделяют диалекты: зуара (зураа), тамезрет (дууинна) и джерби (джерба).